# トヨタ・スポーツ800
トヨタ・スポーツ800（トヨタ・スポーツはっぴゃく）は、トヨタ自動車工業（現・トヨタ自動車）が1965年（昭和40年）から1969年（昭和44年）にかけて製造した小型のスポーツカーである。車体型式はUP15。
超軽量構造と空気抵抗の少なさで、非力ながら優れた性能を発揮したことで知られる。愛好者からは「ヨタハチ」の通称で呼ばれる。
本田技研工業が1963年（昭和38年）から生産した、ホンダ・S500に始まるSシリーズとは好敵手として並び称され、1960年代の日本製小型スポーツカーの秀作として評価が高い。

## 概要
当時トヨタが生産していた最小のモデルである大衆車パブリカのエンジンとシャシを流用することを前提に、トヨタの系列会社の関東自動車工業で1962年（昭和37年）で開発に着手した。主査は初代カローラの生みの親で知られる長谷川龍雄。
当初は「パブリカ・スポーツ」の名称で開発が進められ、非力なパブリカ用エンジンで高性能を確保するため、航空機さながらに徹底した軽量化と空気抵抗の抑制が図られた。このためオープンボディながら難易度の高いモノコック構造を採用し、市販型でも重量は僅か580 kgに抑えられている。

### ボディスタイリング
関東自動車工業の回流水槽で研究を重ねるなどして、空気抵抗の低減を目指したデザインを企図した結果、徹底して丸みを帯びた、全長3,580 mm×全幅1,465 mm×全高1,175 mmという小さな2シーターボディは、凄みは皆無だが大変愛嬌のある形態となった。空力対策としてヘッドランプをプラスチックでカバーしたその造形は同社の2000GTでのフォグランプ処理を彷彿とさせるが、実際には相似を狙った訳ではない。
原型のスタイリングについては、日産自動車出身で当時関東自工に移籍しており、ダットサン・110/210やブルーバード310をデザインした佐藤章蔵が手がけた、と一般に伝えられている。だが長谷川龍雄が後年語ったところによれば、現実のスポーツ800のデザインの大部分は長谷川と関東自動車社内スタッフとが手がけたもので、どちらかといえば直線的デザインを好んだ佐藤が寄与した部分は少ないという。これに対し、関東自動車開発部門のプロパー社員で開発に携わった菅原留意は、開発企画自体が関東自動車側からの発案でトヨタ自工と長谷川を巻き込んだものであるとし、関東自動車側のデザイナーらが佐藤の主導で試作車デザインをまとめ上げたことを証言している（佐藤のサインの入った、試作車に極めて近いデザインスケッチも残されている）。
長谷川は卒業研究では翼断面形を研究し、就職後は試作機キ94を担当するなどした元航空技術者であり、スタイリングや試作車においてドアの代わりにスライド式キャノピーを採用したことからも航空機を意識した設計（デザイン）が窺える。しかし、さすがに乗降や安全性の面で問題があり、市販車では通常型ドアと、より現実的な着脱式のトップとの組み合わせを採用した。ポルシェ・911での同例に用いられていた呼称を流用して、後年「タルガトップ」と呼ばれるようになったが、採用はこちらのほうが早い。

### メカニズム
ほとんどのコンポーネントをパブリカからの流用、もしくは強化で賄っている。フロントを縦置きトーションバー・スプリングのダブルウィッシュボーン独立、リアをリーフ・リジッドとしたサスペンションの基本レイアウトもそのままである。ブレーキもまだ前後ドラムではあったが、さすがにシフトレバーはフロアシフト化されていた。
パワーユニットは、当初、パブリカ用のU型（空冷水平対向2気筒OHV・700 cc）エンジン流用が考えられていたが、最高速度150 km/h 以上を企図した性能確保には非力であり、約100 ccの排気量拡大とツイン・キャブレター装備によって、790 cc、45 ps（エンジン形式は2U型）とした。それでもまだ非力としか言いようがなかったが、重量600 kg以下で空気抵抗係数（Cd値）0.35を誇る超軽量空力ボディの効果は大きく、155 km/hの最高速度を達成した。同時期にDOHCの高回転高出力エンジンを700 kg級の車体に搭載したホンダ・S600とは、対極的な発想に位置する。

## 車名
「トヨタ スポーツ800」という車名は、1964年（昭和39年）の第11回東京モーターショー開催時に行われた公募により決定された。
応募された案の中からいくつかが候補として選ばれたが、調べたところ全て商標登録済みであったため不採用となった。そこで社名の「トヨタ」に「スポーツ+排気量」を組み合わせた無難な車名にすることとしたが、モーターショーの時点ではまだ排気量を公表していなかったため、「トヨタ スポーツ800」という名称が応募されることはあり得なかった（ベースモデルのパブリカの排気量が700 ccであったため「スポーツ700」という名称の応募は数件あった）。しかし、ひとりの学生が奇跡的に「トヨタ スポーツ800」という名称を応募していたため、「公募により決定」という体裁が整い、「トヨタ スポーツ800」という名称が正式に採用された。

## 販売

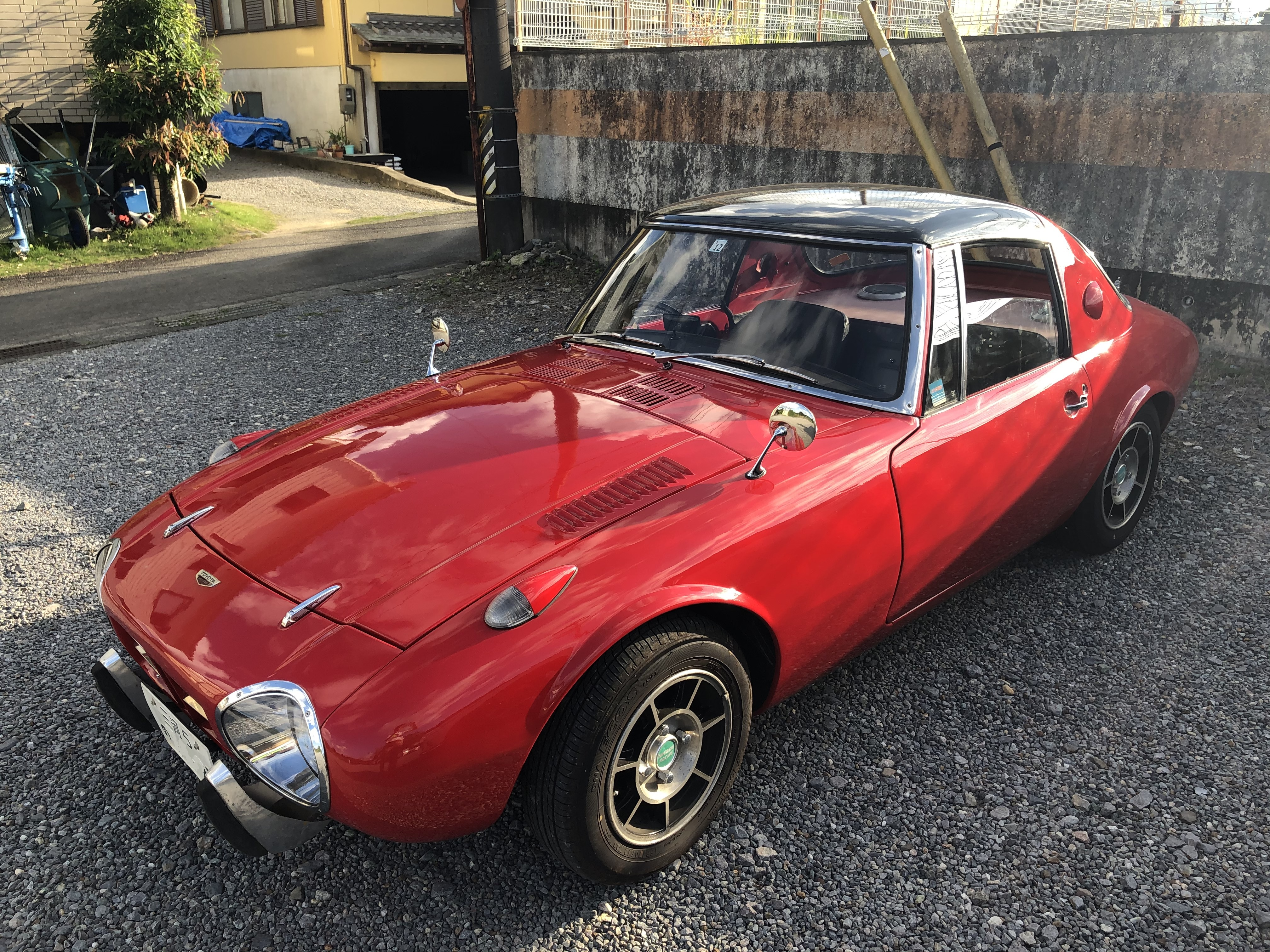
トヨタ・スポーツ800（2021年10月撮影）

1965年（昭和40年）4月から市販された。東京地区標準販売価格は59.5万円で、比較的廉価に設定されていた。ホンダS600の56.3万円と大差なく、当初から競合モデルとして考えられていたことが伺われる。
しかし、小型といえど2シーターのスポーツカーが大量に売れる程の情勢には至っておらず、日本国外への輸出もほとんど行われなかったため、1969年（昭和44年）10月の販売終了までの累計販売台数は3,131台に留まっている。
長谷川のインタビューによれば、もともと売るつもりで作った車ではなく、パブリカの開発が終わり、次のカローラが始まるまでの手慰みにやった実験的な作品に過ぎなかったという。パブリカのコンポーネントを流用したのも、製品化予定のない車には会社の設備を割けなかったためである。しかし、1962年の東京モーターショーに出品したところ、思いがけぬ反響があったため、販売部門からの要望で製品化することになってしまった。輸出がなされなかったのも、当時の日本に合わせたパブリカのコンポーネントでは、アメリカの道路を高速で飛ばすような使い方に耐えられないと判断し、長谷川が強固に反対していたためである。

## レース活動
日本で自動車レースが盛んに成りつつあった時期の出現であり、好敵手と言えるS600の存在もあって、スポーツ800は日本国内の自動車レースで多くの逸話を残した。
ジェット機のごとき音を発するDOHC4気筒エンジンを搭載し、とにかく速いが重く曲がりにくく燃料を消費するS600に対して、「ポロポロポロ」あるいは「バタバタバタ」と気の抜けた2気筒エンジンの音を立てながら走るスポーツ800は、その軽さによって操縦性が良かったことに加え、当時珍しかった風洞開発のおかげで空気抵抗も少なかったため、燃料消費やタイヤ摩耗が少なく、結果としてピットインの頻度を他車より少なくできるという強みがあった。1966年の第一回鈴鹿500kmでは一度もピットインすることなく優勝した上、30%も燃料を残していたという。なお、このレースに参加したスポーツ800の内、フレームナンバー「UP15-10007」の車両は現存しており、トヨタ自動車の手による徹底的なレストアとチューニングが行われ「スポーツ800 GR CONCEPT」として復活している。
更に整備性の良さからピットインではエンジンを丸ごと交換するという荒技まで可能となり、ピットインによるロスタイムが勝敗に大きく影響する長距離レースでは、その「経済車」たる長所が大いに際立った。
スポーツ800による名勝負として伝説的に語られるのは、1965年（昭和40年）7月18日の船橋サーキットにおける全日本自動車クラブ選手権レースでの浮谷東次郎の優勝である。1,300 cc までのカテゴリーGT-Iレースの序盤、雨中決戦でS600を駆る生沢徹のスピンに巻き込まれてクラッシュし、少破した車体を復旧すべくピットインした浮谷のスポーツ800は、一時16位にまで後退しながらも驚異的な追い上げによって順位を一気に挽回、ついには先頭を走る生沢のS600を抜き去り、さらに2位以下を19秒以上引き離し、優勝している。

## ハイブリッド試作車

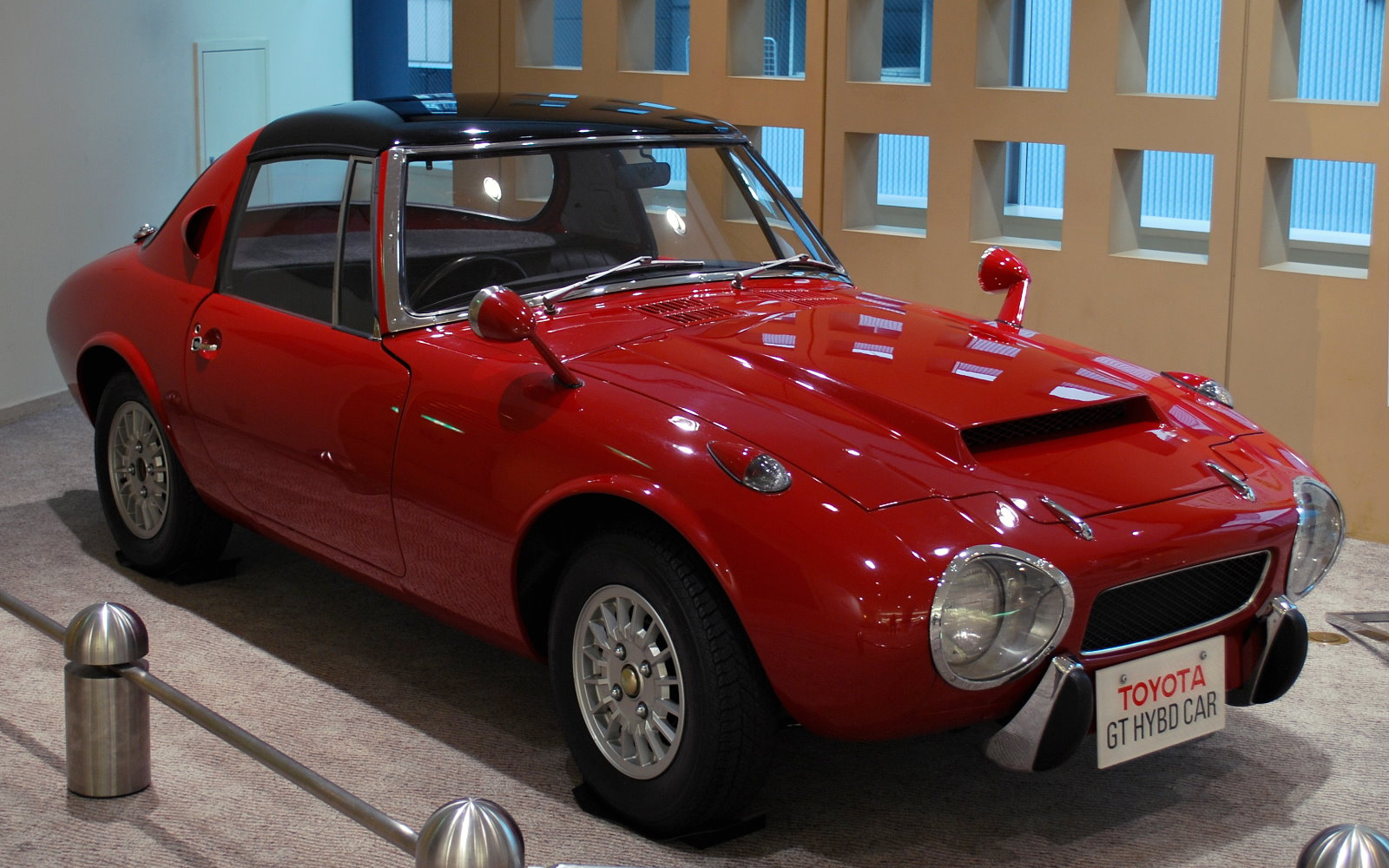
ガスタービンハイブリッド

トヨタが1965年から研究を進めていたハイブリッドカーの試作車両として、1977年の東京モーターショーにこのスポーツ800のボディとガスタービンエンジン及び電気モーターによるハイブリッドシステムを組み合わせた「トヨタスポーツ800・ガスタービンハイブリッド」を出展している。外観上ではボンネットに大型のエアスクープを備える点でノーマル車と異なっており、エンジン以外の内部機構ではトランスミッションは前進2速となっている。エンジン出力はベースのガソリンエンジン車が52kW（71PS）であるのに対して、22kW（30PS）とされた。

## その他

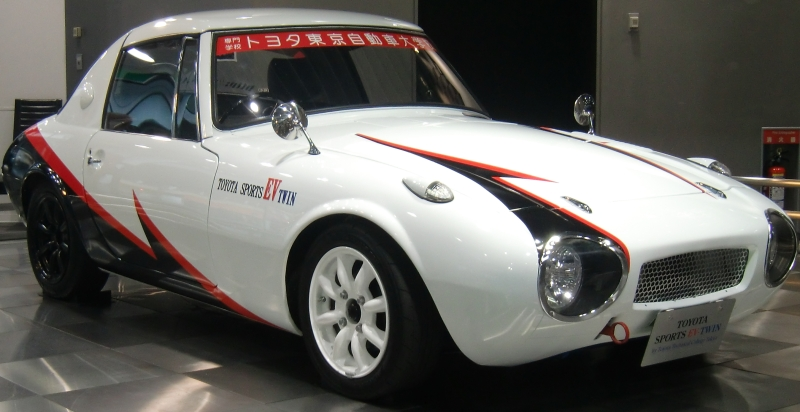
トヨタ・スポーツEV

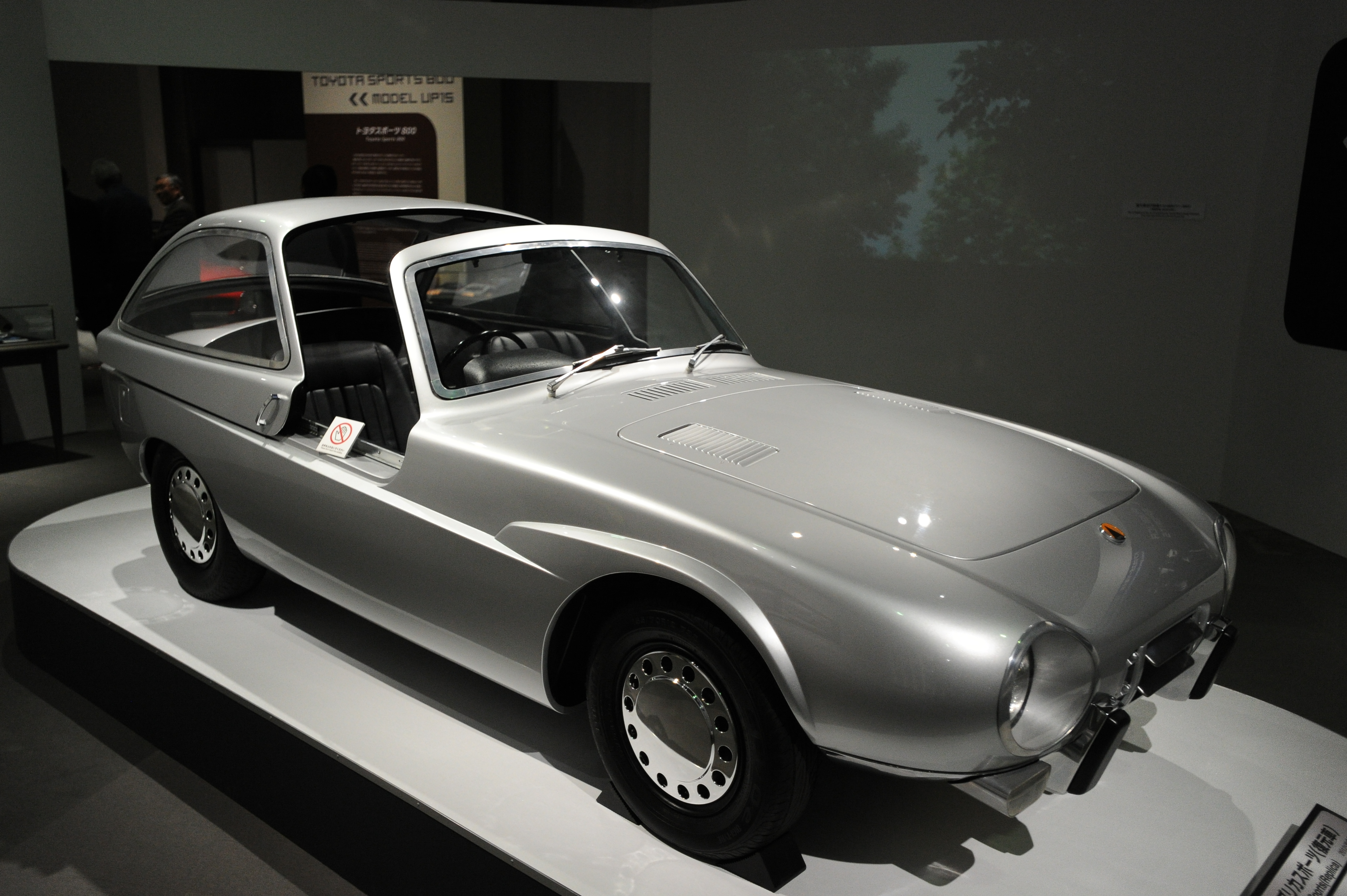
復元されたパブリカ・スポーツのレプリカ

- 2005年のグッドウッド・フェスティバル・オブ・スピードに展示され観客から大きな注目を集めた。これはトヨタが製作した富士24時間レース仕様のレプリカで、ドライバーも当時ステアリングを握った一人である北原豪彦とイベントに相応しい趣向を凝らしたものだった。なお主催者の意向によりゼッケンは800番が与えられている[10]。
- 2010年の東京オートサロンに、トヨタ東京自動車大学校の生徒により、スポーツ800のボディをレストアした上で電気自動車に改造した「トヨタ・スポーツEV」が出展された[11]。2011年のオートサロンでも出展。
- 2012年に発売したトヨタ・86の初期コンセプトは本車の存在を参考に固められた。また2012年7月には原型になった「パブリカスポーツ」が復元された。復元時点で現存していなかった車両の復元で、自走も出来るようにエンジンも搭載している[12][13]。
- 2015年の第44回東京モーターショーにトヨタ・S-FRとして出品されたコンセプトモデルは2+2ではあるものの、その愛嬌のある外観やFRである可能性から本車両の後継、あるいは本車両へのオマージュと見做す向きもある[14]。